# Universidad del Sur de Florida

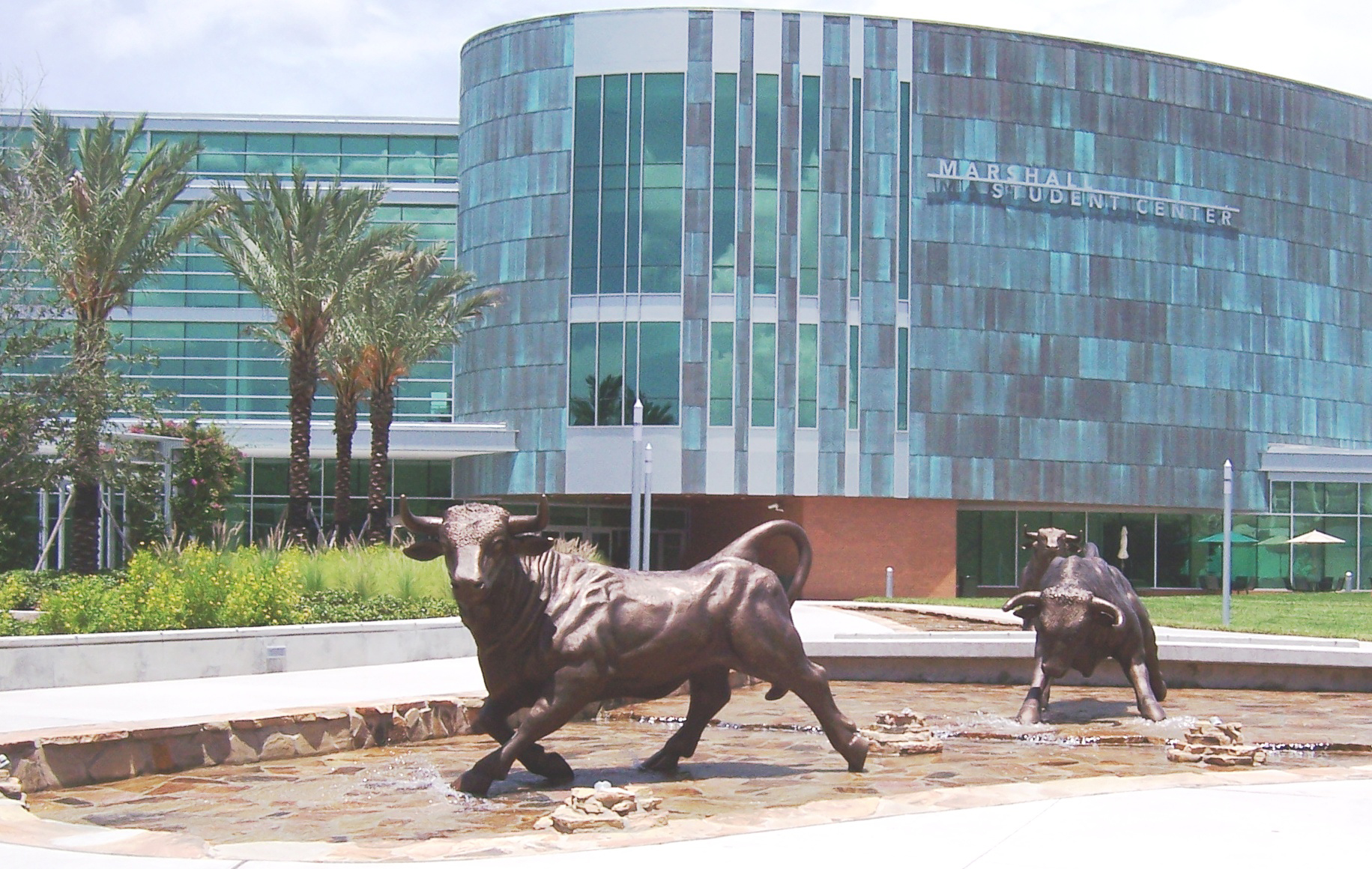
Grupo escultórico de los toros delante del Marshall Center.

La Universidad del Sur de Florida (en inglés, University of South Florida) es una universidad pública estadounidense situada en Tampa, Florida. Es una de las doce universidades que forman el sistema universitario estatal de Florida. Fue fundada en 1956 y es la octava universidad más grande de la nación y la tercera del estado de Florida. 
Su campus se sitúa en Tampa. Tiene otras dos sedes que funcionan como universidades independientes dentro del sistema estatal: Universidad del Sur de Florida en San Petersburgo y Universidad del Sur de Florida en Sarasota-Manatee. 
La universidad tiene un presupuesto anual de 1800 millones de dólares y ofrece 240 programas de pregrado y postgrado, entre ellos el de medicina.
USF es conocida por ser uno de los mejores lugares de estudios científicos y medicina avanzada en los tratamientos de alzhéimer, párkinson y Huntington. También es una de las universidades con más diversidad en los Estados Unidos.

## Deportes
USF es una potencia deportiva de primer nivel en la División I de la NCAA, donde compite en la American Athletic Conference desde 2013. Tiene equipos oficiales de béisbol, baloncesto masculino y femenino, golf, fútbol americano, fútbol masculino y femenino, tenis y voleibol.